# 함지산
함지산은 대구광역시 북구에 위치한 산이다. 고도는 해발285m로, 남으로는 금호강과 접하며, 서북으로 산간평야가 위치하는데 이는 현재 칠곡지구로 개발되어 아파트단지들이 들어서있다. 산의 모양이 함지박과 같다 하여 함지산이라 이름 붙여졌다. 북동쪽으로 팔공산괴와 연결되며 남서쪽으로 팔거천을 따라 금호강까지 연봉(連峰)이 이어진다. 삼국시대 요충지로서 노곡동산성이라고도 하는 팔거산성(八莒山城)이 있고, 4~5세기경에 만들어진 것으로 추정되는 고분군인 구암동고분군이 있으나 보존 상태는 불량하다.
구암동 산자락에 운암지라는 저수지가 있으며 현재는 칠곡 주민들의 산책과 운동 용도로 이용되고 있다.
주변 학교들의 교가에 많이 등장한다.

## 문화유산

### 대구 구암동 고분군
고분군이 분포하는 능선은 비교적 험준하고 기복이 심하다. 경사면 일대에는 소형무덤이, 능선에는 대형무덤이 수십기 분포한다. 무덤의 구조는 돌덧널돌무지무덤(석곽지석분: 石槨積石墳)으로 특수한 형태이다. 다른 대구분지 고분들과는 구분된다. 하지만 대부분 도굴을 당하여 파괴가 심한 상태이다.

### 팔거산성
팔거산성은 삼국시대 축조된 산성이다. 함지산의 정상에 축조되어 있다. 성벽은 토·석 혼축으로 길이는 약 1.5km, 높이는 바깥쪽에서 5m 정도이다. 가산산성이 축조되기 전까지 대구 북방의 군사적 요충지였다.

### 대고장
함지산 아래 태전동 이매에 대구광역시 무형문화재 제12호 대고장이 있다. 우리나라 전통 북을 만드는 장인이다.

### 운암사지
신라시대에 운암사라는 절이 있었다고 하며 옛 사지(寺址)의 축대와 미륵불좌상이 보존되고 있다.